# پیز ودرت
پیز ودرت (به لاتین: Piz Vadret) یک کوه در سوئیس است که در کانتون گراوبوندن واقع شده‌است. پیز ودرت ۳٬۲۲۹ متر بالاتر از سطح دریا واقع شده‌است.